# Cárcamo
Cárcamo (en euskera y oficialmente, Karkamu) es un concejo del municipio de Valdegovía, en la provincia de Álava, País Vasco (España).

## Localización
Está situado a 654 metros de altitud, en una llanura de baja elevación al margen del amplio valle del Omecillo, en su orilla izquierda, entre carrascales, al pie de las sierras de Arcamo y de Guibijo. Se encuentra 35 km al oeste de la ciudad de Vitoria y 26 km al norte de Miranda de Ebro.

## Etimología
La primera mención escrita de esta población data de 1025 en la que es mencionada con el nombre de Carcamu. Su nombre podría estar relacionado con cárcamo, que es una de las partes de un molino hidráulico.
Realmente, la escritura en la que aparece como Carcamu es la famosas de los "votos de San Millán", no se puede considerar válida, pues se trata de una falsificación realizada hacia 1143. En las restantes citas que se pueden encontrar en la Edad Media (1146, 1156, 1190, 1257, 1283, etc), figura siempre como "Carcamo"

## Historia
Al parecer esta aldea fue fundada en el siglo XI por Martín de Varona de Villanañe, miembro del linaje de los Varona, como forma de poblar una zona que hasta aquel entonces estaba llena de bosques y acabar así con los lobos y demás alimañas salvajes que allí habitaban y que depredaban a los vecinos valles de la Ribera y de Valdegovía. 
Pero las cosas no fueron así, ni hay referencia documental alguna que lo avale. La referencia  a que la fundo Martín de Varona y  le puso el nombre de su madre, es como para soltar una carcajada. Todo nace de una historia de la casa de Varona escrita en el siglo XVIII por uno de sus miembros Carlos Varona Sarabia. En dicha historia prácticamente todo lo anterior al siglo XIV es inventado (a la par de disparatado) , y tiene la osadia de llevar la historia de la familia hasta el tiempo de los visigodos. Pero curiosamente entre sus antepasados no incluye a ningún Martin de Varona 
Cárcamo no perteneció nunca a Valdegovía, hasta su anexión en 1927. Como prueba de ello, siempre pertenecio a la dióceis de Calahorra, mientras que Valdegovía perteneció siempre a la de Burgos, hasta 1862 en que se creó el obispado de Vitoria 
El concejo perteneció antiguamente a la Hermandad de Lacozmonte y no se integró en el municipio de Valdegovía hasta 1927. Se dedicaba a la agricultura y al aprovechamiento de los cercanos pastos y bosques.

## Demografía
La población de Cárcamo se ha visto reducida a lo largo de los últimos siglos. A mediados del siglo XIX tenía 120 habitantes. En la década de 1960 aún tenía 72 vecinos. 
| Gráfica de evolución demográfica de Cárcamo entre 2000 y 2021 |
|                                                               |
| Población de derecho según los censos de población del INE.   |

## Monumentos
En el pueblo destacan dos edificios la iglesia de la Asunción, una iglesia románica con añadidos posteriores y la ermita de San Juan Bautista, un austero templo cisterciense de una única nave y estilo románico alavés, que data del siglo XI.

## Fiestas
Sus fiestas se celebran el tercer fin de semana de septiembre, en honor a la Virgen de las Mercedes. Algunas ocasiones coinciden con eventos en localidades cercanas, como el festival Ebrovisión lo cual provoca una mayor afluencia a la localidad.